# Polymixis zophodes
Polymixis zophodes är en fjärilsart som beskrevs av Charles Boursin 1960. Polymixis zophodes ingår i släktet Polymixis och familjen nattflyn. Inga underarter finns listade i Catalogue of Life.